# 윌 스탠턴

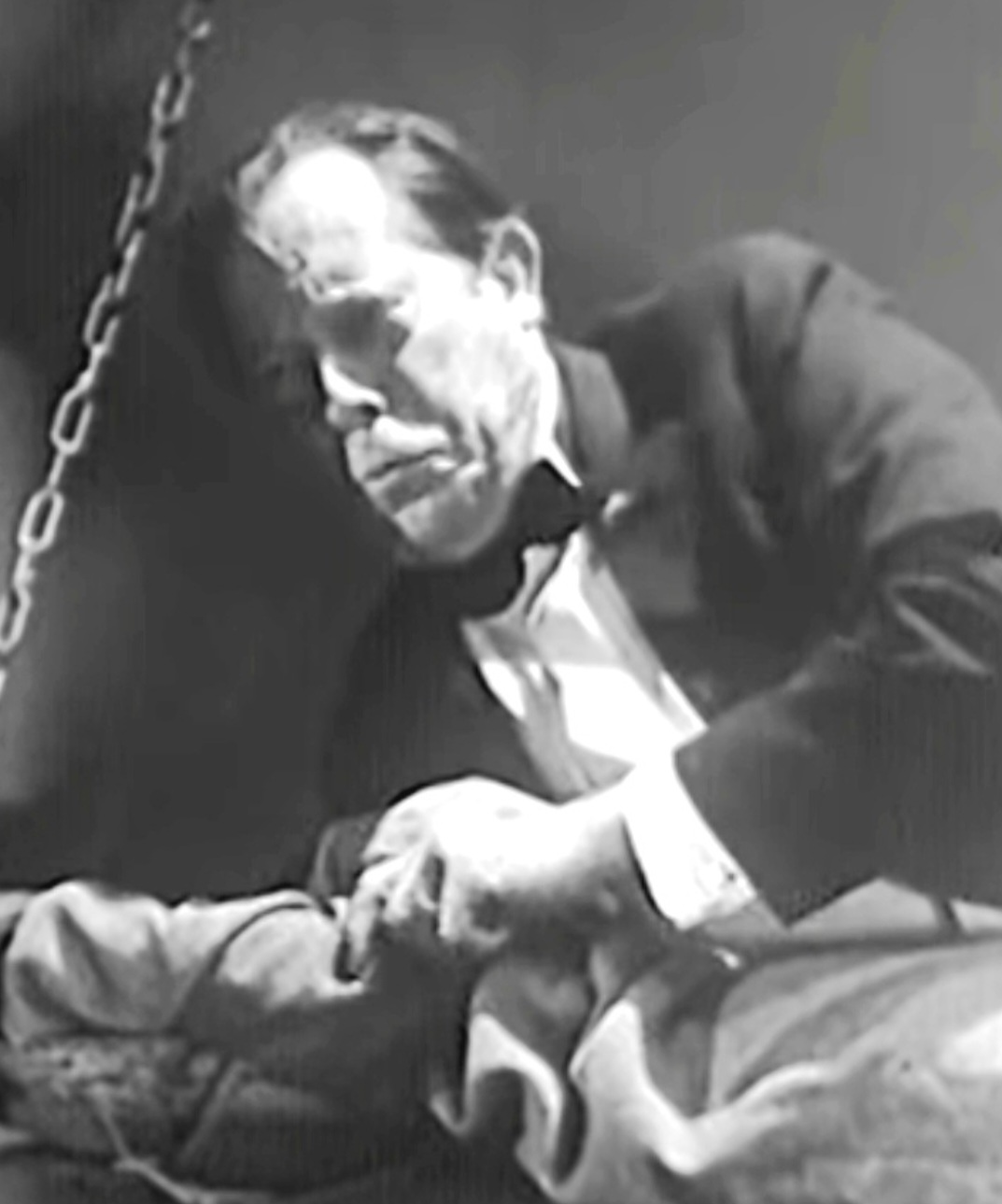

윌 스탠턴(Will Stanton, 1885년 9월 18일 ~ 1969년 12월 18일)은 미국의 배우이다.
런던에서 태어났으며 로스앤젤레스에서 사망하였다. 포리스트 론 메모리얼 파크에 매장되었다.

## 영화
- 그들에겐 각자의 몫이 있다 (1946년)
- 래시의 아들 (1945년)
- 쉐인 온 하베스트 문 (1944년)
- 탱크 유어 럭키 스타스 (1943년)
- 찰리의 이모 (1941년)
- 소공녀 (1939년)
- 국제 범죄 (1938년)
- 포맨 앤 프레어 (1938년)
- 7번째 하늘 (1937년)
- 로이드의 런던 (1936년)
- 분노 (1936년)
- 모히칸 족의 최후 (1936년)
- 아이 파운드 스텔라 패리시 (1935년)
- 바운티호의 반란 (1935년)
- 새디 톰슨 (1928년)